# イースVI
『イースVI』（イースシックス、Ys VI）とは、日本ファルコムのアクションロールプレイングゲーム (ARPG)、イースシリーズの第6作目。
オリジナルであるWindows版の正式販売タイトルは『イースVI -ナピシュテムの匣-』(イースシックス ナピシュテムのはこ、Ys VI -The Ark of Napishtim-）。家庭用ゲーム機への移植作はシリーズ番号を外した『イース -ナピシュテムの匣-』がタイトルとされた。
※『イースシリーズ』の項も合わせて参照。

## 概要
赤毛の剣士アドル・クリスティンが主人公の冒険ファンタジー。
『V』より3年後、エレシア大陸の遥か西、「世界の果て」のカナンの大渦の中心に位置するカナン諸島を舞台に、『有翼人』の謎に迫る冒険物語。原典とされるアドルの冒険日誌は『翼の民を求めて』。
前作『V』から8年振り、またPCゲーム市場では『III』以来14年振りの新作となり、「伝わる優しさ、広がる冒険心。」をキャッチコピーに2003年に発売された。
また、Windows版は最新OSへ都度対応しており、2013年3月22日にはWindows 8対応版が発売されている。

## 評価
久しぶりの新作ということで、発売後、週刊アスキーで売り上げ1位を4週連続で獲得する等、PCゲームとしては快心のヒット作となった。

## ストーリー
イベル半島エディス港町の酒場で、「アドル」と「ドギ」は二人組に「どうだ、俺たちと一緒に『世界の果て』を見に行かないか？」と声をかけられる。二人組の正体は、3年前（『イースV』）に出会った盗賊一家の娘「テラ」とその父親で海賊の「ラドック」だった。アドルたちを乗せ、海賊船トレス＝マリス号はアトラス洋をはるか西、「カナンの大渦」を目指す。
しかしトレス＝マリス号が大国ロムンの艦隊に襲われ、海に投げ出されたアドルは、カナンの大渦のなか、カナン諸島の砂浜へと流れ着く。気を失っていたところを、長い耳と尻尾を持つ少女「オルハ」に見つけられ介抱される。そこはカナン諸島の原住民・亜人レダ族の集落で、そこからアドルの新しい冒険が始まる。

## ゲームシステム
前作『V』をベースとしながらこれまでのシステムを総括し、全く新しいシステムとなっている。クォータービューのARPGで、シリーズ初の3D作品。
操作はゲームパッド、キーボード、キーボードとマウスの併用に対応しており、それぞれに応じて操作方法が異なるが、本稿ではゲームパッドかキーボードを使用した際の操作を基本として述べる。
基本となる操作は移動、攻撃（決定・話す）、ジャンプ（キャンセル）、剣魔法、アイテム使用、剣の切り替えとなっており、これまでに無いアクション要素が強い作品となっている。
『イース』シリーズでは、最終戦までには最高レベルもしくはその付近までレベルが上がる様に、ゲームバランスが調整されているものがほとんどだが、本作では最終戦時においてもレベルの上限に対してかなりの余裕が設けられている。しかし、シリーズ伝統のレベル制限が存在するため、過度のレベル上げは非常に困難である。

### 難易度設定
通常版以降で搭載され、初回限定版には搭載されていない。
ゲーム開始時にNORMAL・HARD・NIGHTMAREの3種類から、ゲーム難易度を選択できる。ただし、NIGHTMAREは一度クリアした後でなければ、選択肢に現れない。

### 画面構成
『V』に改良を加えた物となっている。画面いっぱいに表示されたプレイ画面上に、いくつかのステータス情報が重ねて表示されている。基本画面で表示されるステータスは、数字で表される現在HP/最大HP・所持金・所持エメル、HPと経験値のバー、魔法ゲージ、装備している剣とアイテムのアイコンがある。HPバーは『V』と同様最大値に対する相対表示でHPが増えてもバーの長さは変わらない。経験値バーはHPバーと平行に表示され、取得経験値に応じて伸びていき、このバーが右端に達するとレベルが上昇する。

### 攻撃・ジャンプ
攻撃には、武器による通常の攻撃の他、特殊攻撃として剣魔法、剣技がある。剣魔法、剣技については装備品にて後述。攻撃は『V』と『III』のシステムを合わせ、さらに発展させた物となっている。攻撃操作に方向キーやジャンプを組み合わせる事により、多彩な攻撃が可能となっている。またキーの連打によって3連撃までが可能となっている。
上突き
ジャンプ上昇中に攻撃ボタン
下突き
ジャンプ下降中に攻撃ボタン
ダッシュ斬り
方向キー > ニュートラル > 攻撃
ダッシュして攻撃する。入力にコツが必要だが、この操作をマスターしなければダッシュジャンプが出来ないため、行けない場所もでてくる。この攻撃をヒットさせると、敵によっては空中に跳ね上げる事が出来、一方的に攻撃が出来る様になる。
ダッシュジャンプ
ダッシュ斬り + ジャンプ。
通常のジャンプよりも飛距離が伸びる。

### 回復
イースシリーズの伝統であった「立ち止まっていればHPが回復する」システムは本作では廃止された。ただし、ACCESSORY「エメラスガード」を装備すれば、前作までの様に立ち止まるだけでHPが回復する様になる。基本となる回復方法は「精霊碑に触れる」（瞬時に全回復）か「アイテムの使用」になる。回復アイテムは数種類存在し、種類に応じて回復量が異なる。
魔法ゲージは敵へダメージを与えた場合や敵からのダメージを受けた場合に回復。また、剣のレベルが上がると自動で回復する様になる。

### ステータス
メイン画面上で主な物が表示される他、キャンプメニューで詳しい情報を見る事が出来る。キャンプメニューで表示される情報は、以下の通りである。
- Lv.: レベル。最高値は60。レベルが上がると、最大HP、STR、DEFの値が上昇する。
- HP: ヒットポイント。最高値は999。0になるとゲームオーバー。
- STR: 攻撃力。最高値は500。レベルアップの他、剣の装備によって上昇。
- DEF: 防御力。最高値は500。レベルアップの他、盾・鎧の装備によって上昇。
- Exp: 経験値。敵を倒すと取得。一定値に達するとレベルが上昇。
- Next: 次にレベルが上がるまでに必要な経験値。
- Gold: 所持金。敵を倒すと取得。アイテムなどの購入に使用。
- Emel: エメル。エメラス剣の補強に必要な材料。敵が落とす。

メイン画面では表示されるが、STATUS画面には表示されないもの
- 魔法ゲージ: 剣毎に個別に存在し、最高値に達しなければ剣魔法は使えない。メイン画面でゲージとして表示されるのみで、数値としては表されない。

### 状態異常
本作ではいくつかの状態異常がある。アイテムの使用か精霊碑に触れる事で回復可能。また、「呪い」以外は時間経過によっても回復する。
- 毒: HPが少しずつ減少。ただし0にはならない。「カミオの花」等で回復可能。
- 過重: 動きが鈍り、ジャンプ力も低下。「オロイの実」等で回復可能。
- 混乱: 入力と逆方向に移動。「オロイの実」等で回復可能。
- 呪い: 攻撃力と防御力が低下。「オロイの実」等で回復可能。

### 装備品
キャンプメニュー内のEquipにて装備。WEAPON、SHIELD、ARMOR、ACCESSORY、TOOLがあり、ACCESSORY以外は各カテゴリにつき一つずつ、ACCESSORYはアクセサリホルダの数に応じて最大5つまで装備できる。
- WEAPON: 剣。装備するとSTRが上がる。Equip画面でも装備変更できるが、剣の切り替えには専用のボタンが割り振られており、メニューを通さずに瞬時に行う事が出来る。
  - ロングソード - 初期装備。序盤のイベントで使用不能になり、後述のリヴァルトを渡される。
  - この他の剣（リヴァルト・ブリランテ・エリクシル）はエメラス剣の節を参照。
- SHIELD: 盾。装備するとDEFが上がる。
  - バックラー
  - ラウンドシールド
  - レディアンシールド
  - etc.
- ARMOR: 鎧。装備するとDEFが上がる。
  - ハードレザー
  - リングメイル
  - バンデッドメイル
  - etc.
- ACCESSORY: アクセサリー種類に応じた特殊効果が得られる。ゲーム開始時の装備可能な数は1つであるが、アクセサリホルダを入手すると装備できる数が増え、最大5つまで装備する事が出来る。
  - 木彫りの腕輪 - 攻撃力+2。
  - 虹の欠片 - 見えない物が見える様になる。
  - ブラッドネイル - 敵を倒すとHPが回復するようになる。
  - エメラスガード - 守備力+5。立ち止まることでHPが回復する様になる。
  - 白蛇の腕輪 - 毒状態を防ぐ。
  - etc.
- TOOL: 消費アイテム。一種類につき最大9つまで持つ事が出来る。Equipで装備したものを、戦闘中にアイテムボタンの操作で使える。ボス戦の最中も使えるが、ボス戦中はキャンプメニュ−を開けないため、装備を変更する事はできず、使えるのは1種類のみ。Use画面にてメニュー内で使う事も出来る。
  - チトの実 - HPを20回復。
  - 蜂蜜 - HPを50回復。
  - 薬草 - HPを100回復。
  - 命の種 - HPの最大値を5上昇させる。
  - カミオの花 - 毒状態を回復。
  - オロイの実 - 過重・混乱・呪い状態を回復。
  - etc.

#### エメラス剣
本作最大の特徴とも言えるシステムである。剣を鍛える事が出来、種類に応じた魔法が使えるというシステムはスーパーファミコン版『イースIV MASK OF THE SUN』にその原型を見る事が出来るが、本作ではこの『IV(SFC)』のシステムをより発展させている。エメラス剣は、敵を倒して取得したエメルと引き換えに、エメラス工房において10段階まで鍛える事が出来る。鍛える度に剣の攻撃力を増す他、その剣Lvに応じ剣魔法や剣技が使える様になる等の効果もある。剣魔法は魔法ゲージが一杯の状態で剣魔法ボタンを操作すると発動、剣技は剣の種類に応じた攻撃操作によって発動する。
- リヴァルト: 青い風のエメラス剣。一番標準的な剣で、最初に手に入る。
  - 剣魔法メイルストロム - 巨大な竜巻を発生させ、自分を中心として一定範囲に攻撃を与えられる。
  - 剣技ウインド - 3連撃の後、竜巻を発生させる事が出来る。タイミングよく攻撃ボタンを押す事により最大5連続まで発動。
- ブリランテ: 赤い炎のエメラス剣。攻撃力が高いが、スピードは遅い。
  - 剣魔法イクスプロージョン - 一直線上に炎を飛ばす事が出来、遠距離攻撃が出来る。
  - 剣技フレイム - 攻撃ボタンを押し続け溜め撃ち。火柱が直線に進み、中距離攻撃が出来る。
- エリクシル: 金色の雷のエメラス剣。スピードは速いが、攻撃力が低い。
  - 剣魔法ライトニング - 誘導式の雷が近くの敵に向かっていく。範囲内に敵が2体以上いると、雷が跳ね返って一定回数ダメージを与え続ける。
  - 剣技サンダー - 攻撃ボタンの連打で発動。アドルが電撃に包まれた状態で、前方に突進する。突進時は穴も飛び越える。

### アイテム
キャンプメニュー内のUseにて確認できる。EVENT ITEMとTOOLに分けられる。
- EVENT ITEM: 使用してもなくならないアイテムと所持しているだけで効果があるアイテム。
  - 鏡の欠片 - 盗まれたゼーメの神鏡の破片。
  - アルマの羽 - ダンジョンから脱出できる。
  - カナンの地図 - カナン諸島の地図。
  - etc.
- TOOL: 消費アイテム。装備品のTOOLと同一の物。様々なアイテムを連続で使う場合はUse画面の方が便利。装備品のTOOL参照。

### セーブ
精霊碑のみでセーブ可能。『V』にあったクイックセーブもなくなり、完全な定点セーブとなった。

### タイムアタックモード
通常版以降で搭載され、初回限定版には搭載されていない。
本編のボスキャラ戦だけを連続して行い、そのクリア時間を競う。ただし、本編を一度クリアしていないと遊ぶ事はできない。

## 登場人物

### エレシア人
本来であれば、エレシア大陸出身の人間をさす言葉であるが、レダ族が「エレシア人（びと）」と言った場合、『レダ族とは異なり長い耳と尻尾を持たない人間』全般の事であり、アフロカ人などのエレシア以外の出身者も含める。これは、まれにカナンの大渦を超えて漂着する人の多くがエレシア人であった事から、「尻尾を持たない人」=「エレシア人」と認識した為である。
アドル＝クリスティンシリーズの主人公。燃えるような赤毛を持つ冒険者。23歳。この頃には、今までの冒険の成果から「赤毛のアドル」という通り名で有名になっている。
ドギアドルと共に冒険旅行を続けている相棒。28歳。素手で岩壁を破壊するほどの怪力の持ち主。
テラ『V』で登場したイブールー家の末娘。
ラドックロムン帝国に敵対する「隻眼のラドック」という通り名で有名な、海賊船トレス＝マリス号の船長。テラの父親。カナンの大渦に眠ると言われる財宝を求めて大渦に挑む。
ラーバ『I』で登場した学者。大渦の調査中に難破してしまうが、なんとかカナン諸島に漂着する。
ガッシュ巨大なハルバートを自在に操る謎の傭兵。エルンストの弟。
アガレス提督ロムン艦隊指令をつとめる貴族出身の軍人。財宝を求め、艦隊を率いてカナン諸島へとやってくる。
エルンストアガレスの副官を務める青年士官。
バスラムアルタゴ出身の交易商人。漂着した人々を集めてリモージュの町を発展させた立役者だが、それと同時に思想の合わないレダ族との間に確執を作ってしまう。アフロカ出身のため、エレシア人と呼ばれる事を嫌う。

### レダ族
カナン諸島にのみ生存する原住民で、長い耳、獣のような尻尾、褐色の肌を持つ亜人。アニミズムに基づいたアルマ信仰に忠実な生活を営んでいる。
オルハレダ族としては例外的に白き肌を持つレダ族の巫女。浜に流れ着いたアドルを介抱してくれた。
イーシャオルハの妹で、姉と同じく白き肌を持つ。
オードオルハ達の伯父で、レダ族の族長。族長らしく剛力。エレシア人を嫌っている。
ウルオード族長の息子。好奇心旺盛で、エレシア人の街リモージュに住むことにも抵抗がない。エレシアの風土病をラーバに治してもらったことがきっかけで、現在はラーバの弟子となっている。
リーヴ現在唯一のエメル精製技術の伝承者であり、エメラス工房の主。エレシア人とレダ族のハーフの為、耳は中程度の長さで、尻尾がない。

### 妖精
ユエ
炎の属性を持った妖精。
キサ
風の属性を持った妖精。
セラ
雷の属性を持った妖精。

## 携帯電話版
S!アプリ、iアプリ、EZアプリとして提供されている。基本的な内容はWindows版に準ずるが、若干の違いがある。以下はEZアプリとWindows版の相違点である。
- 難易度設定はない。
- 剣技の入力方法が一部変更されている（ブリランテの剣技フレイムもキーを押しての溜めではなく連打により発動）。
- 方向キー入力時にその方向に攻撃が発生する。攻撃は簡単になるが、例えば移動中に方向転換しつつジャンプ、といった操作を行いたい時は注意が必要（攻撃のモーション中にはジャンプができない）。
- 一部のモンスターの外見や挙動が違う。省略されているモンスターも居る。
- 一部のイベントが削られている（= ストーリーの途中が若干変わっている）それに伴い登場人物も一部削られている。
- 一部のイベントシーンがアニメーションや3D表示から、絵 + 状況説明の文字に置き換わっている
- 街が3Dのマップではなくなり、メニューとなっている（「買い物をする」「○○と話す」といったような選択肢）。
- セーブはどこでも可能になり、精霊碑は回復のみとなっている。

## イース -ナピシュテムの匣-
コナミによるPlayStation 2 (PS2) 及び、PlayStation Portable (PSP) 向けの移植作品。開発を行ったのはコナミの米国子会社・Konami Digital Entertainment,Inc.（現在「KONAMI」ブランドで日本国内のゲーム事業を行う同名企業とは異なる。参照）。
シリーズ番号を外したのは、コンシューマー機市場において『イース』を知らない新規ユーザが続き物である事を理由に避けない様にした為と言われている。
どちらもほぼ忠実にオリジナルを移植している。なお、PS2版にはいくつかの追加要素も見られ、キャラクターボイスも追加された。

### PS2版
いくつかの追加要素等はあるものの、基本的にはオリジナルの忠実な移植であり、変更箇所は少ない。

#### オリジナルとの主な差
フルボイス化
声優陣によるキャラクターのフルボイス化がなされた。
新ステージ・キャラの追加
「アルマの試練」と呼ばれる追加ステージとそのナビゲーター役のキャラクターが追加された。ただし、クリアするために必須となるステージではない。
CG化
オープニング等において、アニメ等で表示されていた場面の一部がCG化された。ただし、以下に記載のチートモードでオリジナル版と同じにする事も可能。
チートモード
赤・青・黄の三色の宝玉に攻撃を加える事によってコードを入力し、正しいコードを入力できれば様々な裏技を実行できる。
赤の精霊碑
一度クリアするとワープ用の赤の精霊碑が現れる（NIGHTMAREモードでは使用不可）。

#### 声の出演
- オルハ / キサ / マーヴ - さくら
- イーシャ - 後藤沙緒里
- オード / ガッシュ / ロイド / ミハイル - 高橋広樹
- ウル  / ナーリャ / ソラ - 相橋愛子
- リーヴ / セラ / シア - 文月かな
- エルンスト / ケビン / ロムン兵 - 松本健太
- アガレス提督 / マナン / イザック / ガゼル / ロムン兵 - 鶴岡聡
- ドギ / サウド / アグ / ロムン兵 - 菊地慧
- テラ / ユエ / ロロ / メイプル - 山田容子
- ラドック船長 / カルマン - 黒木勝志
- クレヴィア / ウェヌカ / ニース - 太田佳織
- アトリ / エミリオ / グエン - 宮原弘和
- クヴァル / オーガスト / ジェド / ロムン兵 - 安部慎二郎
- ラクシュ / ノイ / ティセ - 岩崎恵美
- バスラム / セブロ / ザクソン - 石川大介
- トクサ / ラーゴ - 皆木俊彦
- リューグ / クロア / アルマ - 林香織
- シルバ / カマラ / ナピシュテム - 高木俊輔
- ロゼ / ソフィア / アニス / ミルカ - 高橋希穂子

### PSP版
PS2版に見られるような追加要素は無く、オリジナルからの忠実な移植。

### PSP特別版
PSP版にいくつかの新要素が追加され、操作性などのシステム面が向上したもの。
オリジナルMAPイベント“封印の洞窟”
アイテム「レダの羽根」を入手してラーゴに話しかけることで行けるようになる。一種のチャレンジモードで、特殊条件下のMAPのクリアを目指すもの。
キャラクターデータベース
これまでに出会った敵や人物が見られる。
イースメディアプレイヤー
一度見聞きしたBGMとムービーが見られる。
TRIALモード
封印の洞窟を面数を増やし、面クリア式のミニゲームとなったもの。ゲームは9種類、計114面。
その他
クイックセーブ機能の追加、アナログパッド対応、会話文字フォントの拡大化、ロード時間の短縮

## メディアミックス作品

### CD
- Original Sound Track　イースVI -ナピシュテムの匣-
- The Songs of Zemeth -YsVI Vocal Version-

### 小説
- イースVI -ナピシュテムの匣 ［上・下］ - 大場惑 著 / イラスト 田上俊介（スクウェア・エニックス）